# تور جهانی بازآفرینی
تور جهانی بازآفرینی (معروف به تور جهانی بازآفرینی ۲۰۰۴، انگلیسی: Re-Invention World Tour 2004) ششمین تور کنسرتِ خواننده-ترانه‌پرداز آمریکایی مدونا بود که برای همراهی با نهمین آلبوم استودیویی او به نام زندگی آمریکایی (۲۰۰۳) برگزار شد. این تور در ۲۴ مهٔ ۲۰۰۴ در اینگلوود آغاز شد و در ۱۴ سپتامبر در لیسبون به پایان رسید. علاوه بر این، این تور نخستین کنسرت مدونا در پرتغال و ایرلند بود. شایعاتی دربارهٔ تور کنسرت نخستین بار در اکتبر ۲۰۰۳ پخش شد، اما هیچ‌چیز تا مارس ۲۰۰۴ تأیید نشد. برخی معتقدند که عنوان «بازآفرینی» اهانتی به منتقدان مدونا بوده که در آن هنگام، می‌گفتند که او «خود را دوباره خلق می‌کند»؛ خود مدونا گفته بود که این عنوان را چون می‌خواسته آثار قدیمی‌اش را «دوباره خلق» کند برگزیده‌است. برای تور، تعدادی از آهنگ‌ها تمرین شدند و بیست و چهارتایشان وارد فهرست نهایی شدند. مانند تورهای پیشتر مدونا، این تور هم به اقسام مختلفی تقسیم شد: ماری آنتوانت، میلیتاری، سیرک، صدای آکوستیک و اسکاتلندی-قبیله‌ای؛ لباس‌ها توسط طراحان آریان فیلیپس، استلا مک‌کارتنی، کریستین لاکروا و کارل لاگرفلد طراحی شد.